# Хрест Вікторії
Хрест Вікторії (англ. Victoria Cross, офіційне скорочення англійською мовою VC) є найвищою та найпочеснішою нагородою за мужність перед лицем ворога, котрою можуть бути нагороджені військовики з країн, підлеглих Британської корони, будь-якого звання в будь-яких родах збройних сил, та цивільні особи під військовим командуванням.

## Історія
Оригінальний надпис, що планувалось вигравіювати на ордені, був «FOR BRAVERY» («ЗА СМІЛИВІСТЬ»), але пізніше був виправлений на «FOR VALOUR» («ЗА МУЖНІСТЬ») за порадою королеви Вікторії, котра вважала, що в першому випадку деякі люди можуть вирішити, що тільки здобувачі проявили сміливість у бою.
Перша нагорода Хрестом Вікторії відбулась 26 червня 1857 року, за відвагу під час Кримської Війни 1854–1855 рр. Усі ордени Хреста Вікторії виливаються із бронзи двох трофейних китайських гармат, захоплених у росіян під час облоги Севастополя. Деякі історики сумніваються, що ці гармати захоплені в Севастополі.
Орден має форму мальтійського хреста, шириною 1,375 дюйму, із зображенням корони, увінчаної левом, та надписом. Стрічка кармазинного кольору, шириною 1,5 дюйми.
Усього Хрест Вікторії вручався 1355 разів. Найбільше нагород за один день — 24 (16 листопада 1857 року) при звільненні міста Люкнов в Індії. По закінченні Другої світової війни орден вручався всього 12 разів. Чотири останні нагороди були розподілені так: дві — учасникам війни за Фолкленди, одну — за участь у другій Війні в затоці та одну — за участь в операції НАТО в Афганістані. Тільки троє людей отримали нагороду двічі. Друга нагорода має вигляд планки, почепленої на стрічці першої нагороди, та називається VC and Bar («Хрест із планкою»).
Єдиним українцем, що отримав Хрест Вікторії, є Пилип Коновал (1917 р.).
Хрестом Вікторії було, як виняток, нагороджено американського Невідомого солдата (як взаємність, британський Невідомий солдат був нагороджений американською Почесною Медаллю).
Оскільки Хрестом Вікторії нагороджують за мужність «перед лицем ворога», вважається, що зміна характеру сучасної війни на більш технологічний матиме наслідком меншу кількість нагород.
Хоча Австралія, Канада та Нова Зеландія впровадили власні системи нагород, Хрест Вікторії залишається найвищою військовою нагородою в цих країнах.